# 俄羅斯21歲以下國家足球隊
俄羅斯21歲以下國家足球隊（Молодёжная сборная России по футболу簡稱俄羅斯U21）是俄羅斯的21歲以下國家足球代表隊，由俄羅斯足球總會組織，參加每兩年舉辦一次的歐洲U-21足球錦標賽。

## 競賽歷史

### 歐青盃歷屆成績
| 年度   | 主辦國   | 冠軍     | 成績           |
| ------ | -------- | -------- | -------------- |
| 1978年 | 主客制   | 南斯拉夫 | 以蘇聯名義參賽 |
| 1980年 | 主客制   | 蘇聯     | 以蘇聯名義參賽 |
| 1982年 | 主客制   | 英格蘭   | 以蘇聯名義參賽 |
| 1984年 | 主客制   | 英格蘭   | 以蘇聯名義參賽 |
| 1986年 | 主客制   | 西班牙   | 以蘇聯名義參賽 |
| 1988年 | 主客制   | 法國     | 以蘇聯名義參賽 |
| 1990年 | 主客制   | 蘇聯     | 以蘇聯名義參賽 |
| 1992年 | 主客制   | 義大利   | 以蘇聯名義參賽 |
| 1994年 | 法國     | 義大利   | 八強（1）      |
| 1996年 | 西班牙   | 義大利   | 外圍賽出局     |
| 1998年 | 羅馬尼亞 | 西班牙   | 第7位（2）     |
| 2000年 | 斯洛伐克 | 義大利   | 外圍賽附加賽   |
| 2002年 | 瑞士     | 捷克     | 外圍賽出局     |
| 2004年 | 德国     | 義大利   | 外圍賽出局     |
| 2006年 | 葡萄牙   | 荷蘭     | 外圍賽附加賽   |
| 2007年 | 荷蘭     | 荷蘭     | 外圍賽附加賽   |
| 2009年 | 瑞典     | 德國     | 外圍賽出局     |
| 2011年 | 丹麦     |          |                |

## 歷任教練
- 1992—1993年：鲍里斯·伊格纳季耶夫（Boris Ignatyev）
- 1994—1998年：Mikhail Gershkovich
- 1998—1999年：Leonid Pakhomov
- 2000—2001年：Valeri Gladilin
- 2001—2002年：瓦列里·加扎耶夫（Valery Gazzaev）
- 2002—2005年：安德烈·查尼谢夫（Andrei Chernyshov）
- 2006年：亚历山大·波洛迪克（Aleksandr Borodyuk）、维果·洛谢夫（Viktor Losev）
- 2007—2008年：Boris Stukalov
- 2008–現在：伊戈尔·科利瓦诺夫（Igor Kolyvanov）

## 外部連結
- （英文）歐洲足協U21國家隊（页面存档备份，存于）
- （英文）RSSSF：歐青賽全紀錄（页面存档备份，存于）